# 杨庶堪

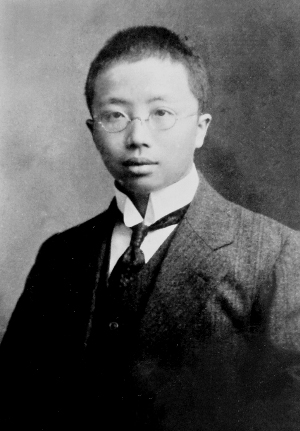
杨庶堪

杨庶堪（1881年12月9日—1942年8月6日）名先达，字品璋，后改字沧白，号庶堪，晩号邠齋，以号行世，四川省重庆府巴县人，中国民主革命家，中华民国政治家。

## 生平

### 四川革命派领袖
杨庶堪生于一个商人家庭。1900年（光緒26年）以重庆府府试第一名选为秀才。但他因嫌清朝腐敗而转习新学。
在重慶，杨庶堪学习英語，并结交了同乡鄒容。1901年，杨庶堪、鄒容随来重慶訪问的成田安輝、井户川辰三学习日語。1902年（光緒28年）春，重慶府中学堂创立，杨庶堪应聘出任该学堂英語教員。此後，杨庶堪与朱之洪等秘密结成公强会，传播革命及富国強兵思想。
1905年（光緒31年）8月，中国同盟会成立。楊庶堪经中国同盟会派往重慶的会員介绍，也加入了该会。1906年，中国同盟会重慶支部创立，楊庶堪任该支部负责人。此後，楊庶堪成为四川的革命派领导人之一，投身革命思想宣传及组织武装起义。
1911年（宣統3年）10月武昌起義爆发。楊庶堪、張培爵等人领导革命派发动武装起义。楊庶堪等人于11月22日控制重慶府，革命派的蜀軍政府在重庆成立。楊庶堪推举張培爵任蜀軍政府都督，自己担任顧問。

### 民初的活動

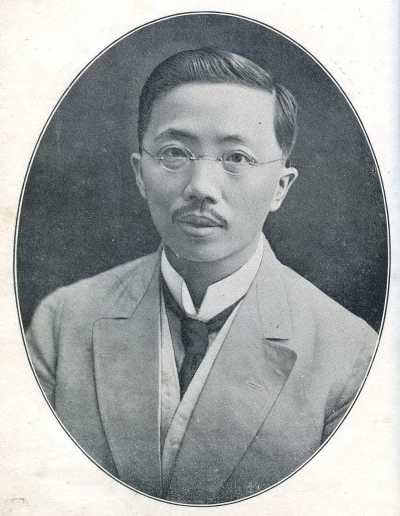

中華民国成立後，蜀軍政府同成都尹昌衡的大汉四川軍政府合并。楊庶堪任四川軍政府外交部長。
1913年（民国2年）7月二次革命爆发，8月5日，熊克武在重慶宣布四川独立，自任讨袁軍总司令，楊庶堪被任命为四川民政長。不久，熊克武敗北，楊庶堪流亡日本。在日本，楊庶堪参加了黄興組織的欧事研究会。翌年，孫文组织中華革命党，楊庶堪被任命为政治部副部長。
1915年（民国4年），楊庶堪赴上海，参加陳其美举行的起义，但以失败告终。此後，楊庶堪赴南洋为革命派筹集资金。
1918年（民国7年）3月，熊克武任四川督軍，四川省議会接受其推薦，选举楊庶堪为四川省长。楊庶堪于8月下旬回到四川，10月12日，他宣告就任四川省长。不久，政学系支持的熊克武同孫文支持的楊庶堪发生对立。1920年（民国9年）4月，孫文派的川軍指揮官呂超等人发动反熊战争，楊庶堪给与支持。同年9月，在熊克武的反撃下，楊庶堪、呂超等人兵败下野。

### 中国国民党早期要人
楊庶堪逃离四川省后，来到广州孫文手下。1921年（民国10年）6月，楊庶堪任国民党本部財政部長。1923年（民国12年）2月，孙文击败陳炯明後，楊庶堪任大元帥府秘書長。同年冬，楊庶堪当选国民党臨時中央執行委員。
1924年1月中国国民党第一次全国代表大会召开，楊庶堪为四川省代表，并当选中央監察委員。同年3月，被任命为广東省省長，任内推进广东省的改革。后因同蒋介石、戴季陶政争失败，任职仅3个月便辞職。
同年11月，在臨時執政段祺瑞手下，楊庶堪作为孫文派的人士被任命为農商总長，但未就任。孫文死後的1925年（民国14年）8月，任司法总長，同年12月辞任。
此後，楊庶堪回到南京，任国民政府委員兼中国国民党中央監察委員。1933年（民国22年），由于对蒋介石不满，楊庶堪自政界引退，隐居上海。

### 晩年
抗日战争爆发后，楊庶堪留在上海，拒绝了汪兆銘（汪精衛）参加親日政府的邀请。後来，在朋友帮助下，楊庶堪成功离开上海赴重慶。然而，由于不希望同蒋介石合作，楊庶堪继续隐居。
1942年（民国31年）8月6日，楊庶堪在重慶病逝。享年62岁（满60歳）。

## 纪念
国民政府为纪念杨庶堪，褒扬其革命事迹，在1943年7月将原重庆府中学堂旧址改建为杨沧白先生纪念堂，该堂所在的炮台街改名为沧白路。

## 著作
- 《沧白诗钞》
- 《杨庶堪诗文集》
- 《沧白先生论诗绝句百首笺》